# Abrostolini
Abrostolini là một tông bướm đêm thuộc phân họ Plusiinae, gồm hai chi là Abrostola và Mouralia.